# Minaret

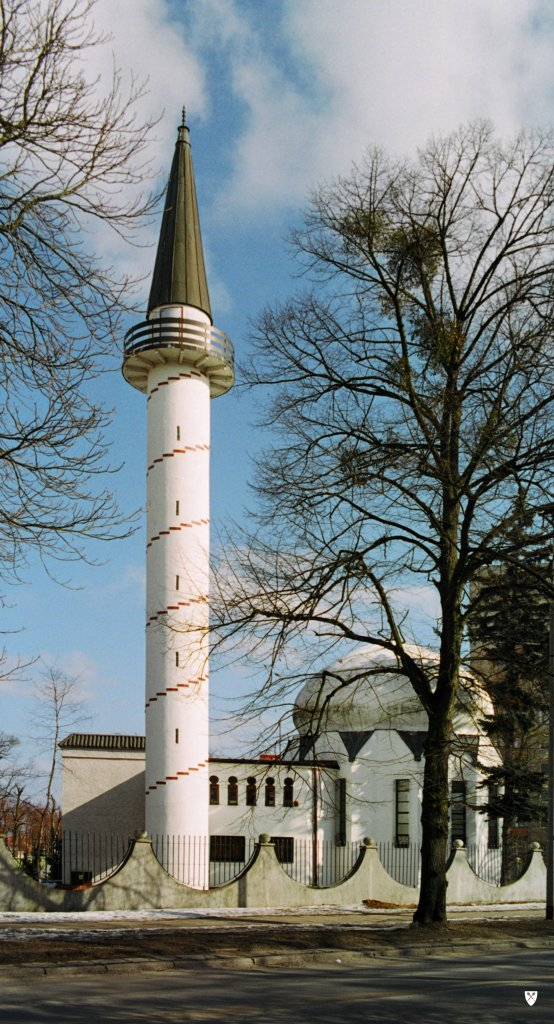
Meczet w Gdańsku

Minaret (arab. منارة manara – miejsce, skąd widać światło, latarnia morska) – wysoka, zwykle smukła wieża stawiana przy meczecie z nadwieszonym balkonem lub galeryjką, z którego muezin może nawoływać wiernych na modlitwę. Współcześnie na wielu minaretach montowane są głośniki.
Prawdopodobnie po raz pierwszy minaret pojawił się na Bliskim Wschodzie na początku VIII wieku – w obrębie założenia Wielkiego Meczetu w Damaszku. Wzorcem były dzwonnice starochrześcijańskie.
Wyróżnia się wiele regionalnych typów minaretów – na przykład charakterystyczne dla północnej Afryki minarety na planie czworobocznym lub cylindryczne charakterystyczne dla wschodniego świata muzułmańskiego. Jeden z najciekawszych minaretów – Minaret Spiralny, znajduje się w ruinach dawnej stolicy abbasydzkich kalifów – Samarze. 
Obecnie najwyższy minaret na świecie znajduje się w Algierii i ma 265 metrów wysokości. 
W Polsce najwyższy minaret ma meczet w Gdańsku. 
W listopadzie 2009 roku w Szwajcarii odbyło się referendum, w którym większość Szwajcarów opowiedziała się za wprowadzeniem zakazu budowy minaretów. W czerwcu 2010 Rada Europy zażądała od Szwajcarii zniesienia zakazu. Na okres przejściowy RE zaleca Szwajcarom wprowadzenie moratorium na jego stosowanie.

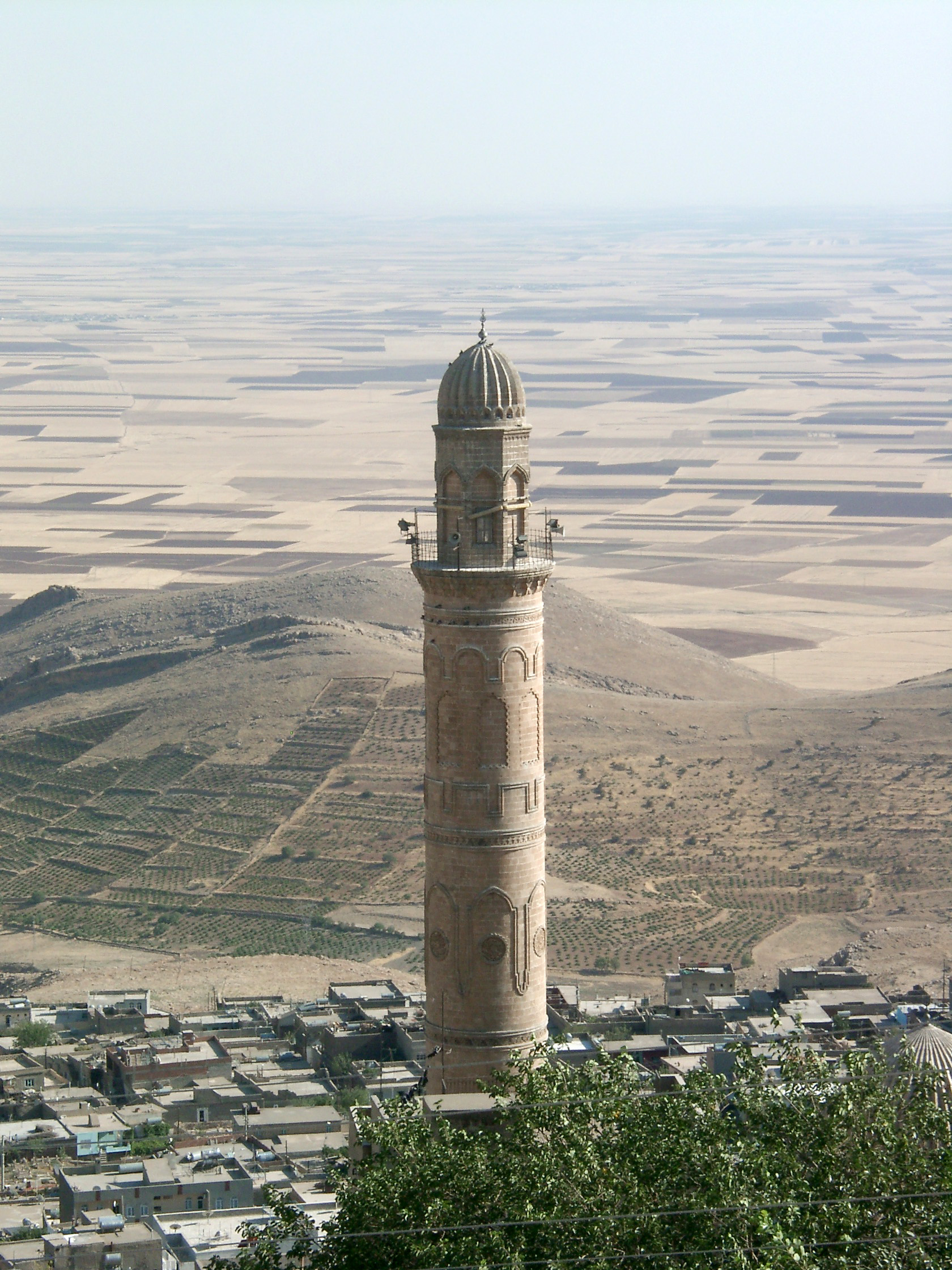
Minaret w mieście Mardin
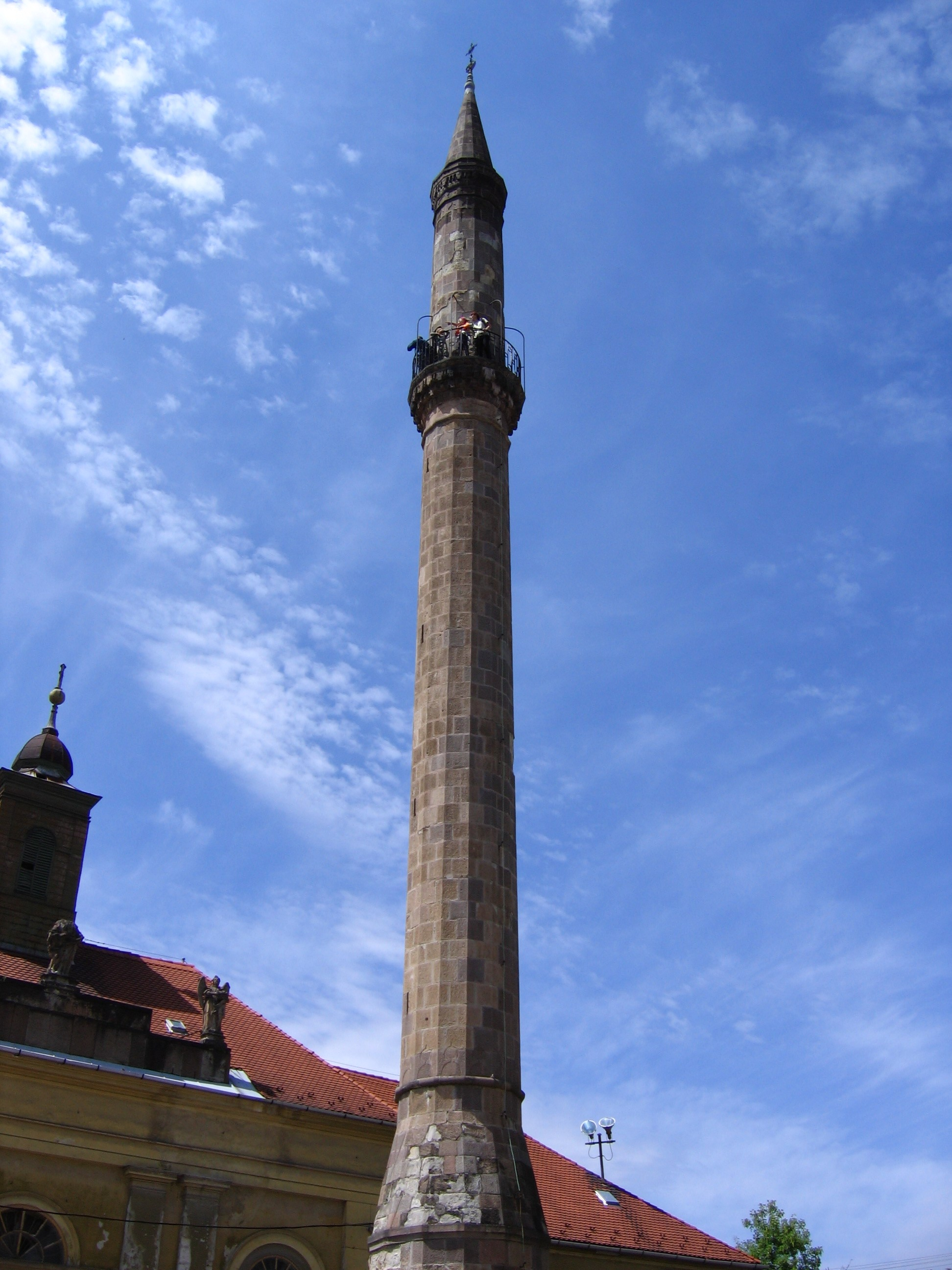
Minaret w Egerze
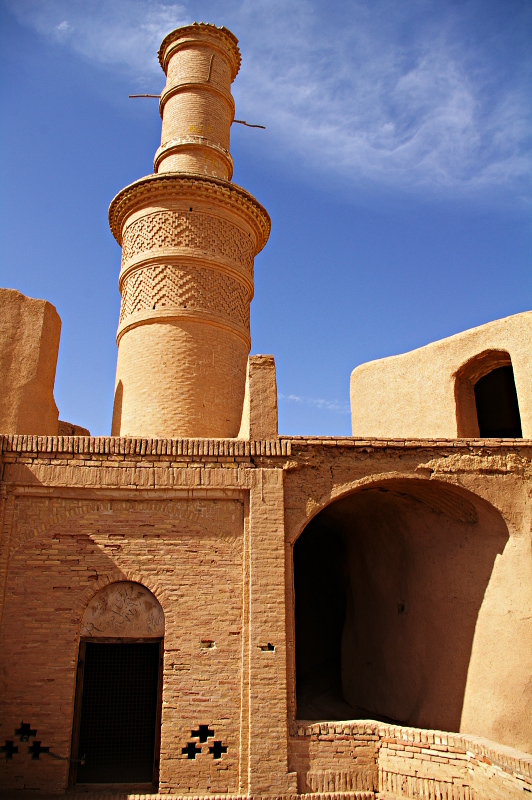
Minaret w Kharanagh, Iran
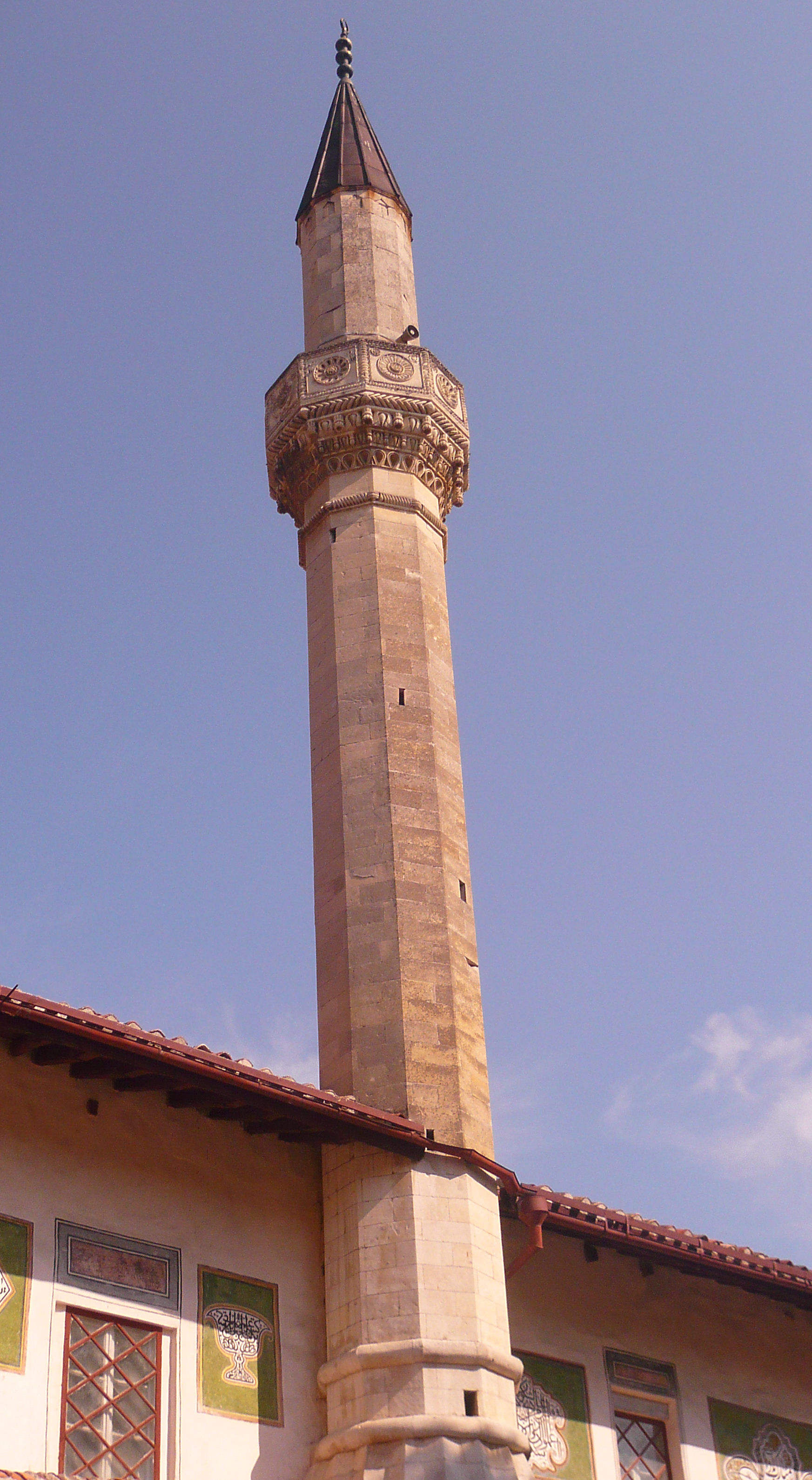
Wielki Meczet Chan-Dżami w Bakczysaraju, Ukraina
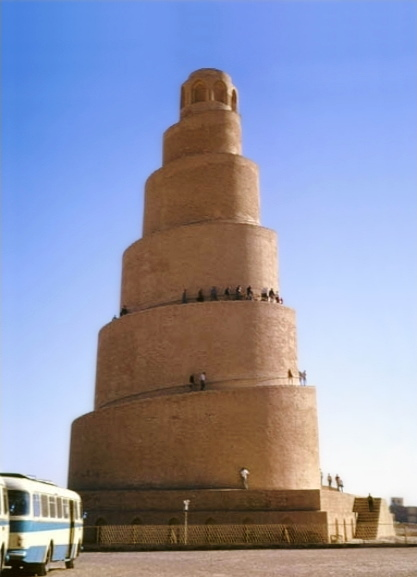
Spiralny Minaret w Samarze, Irak
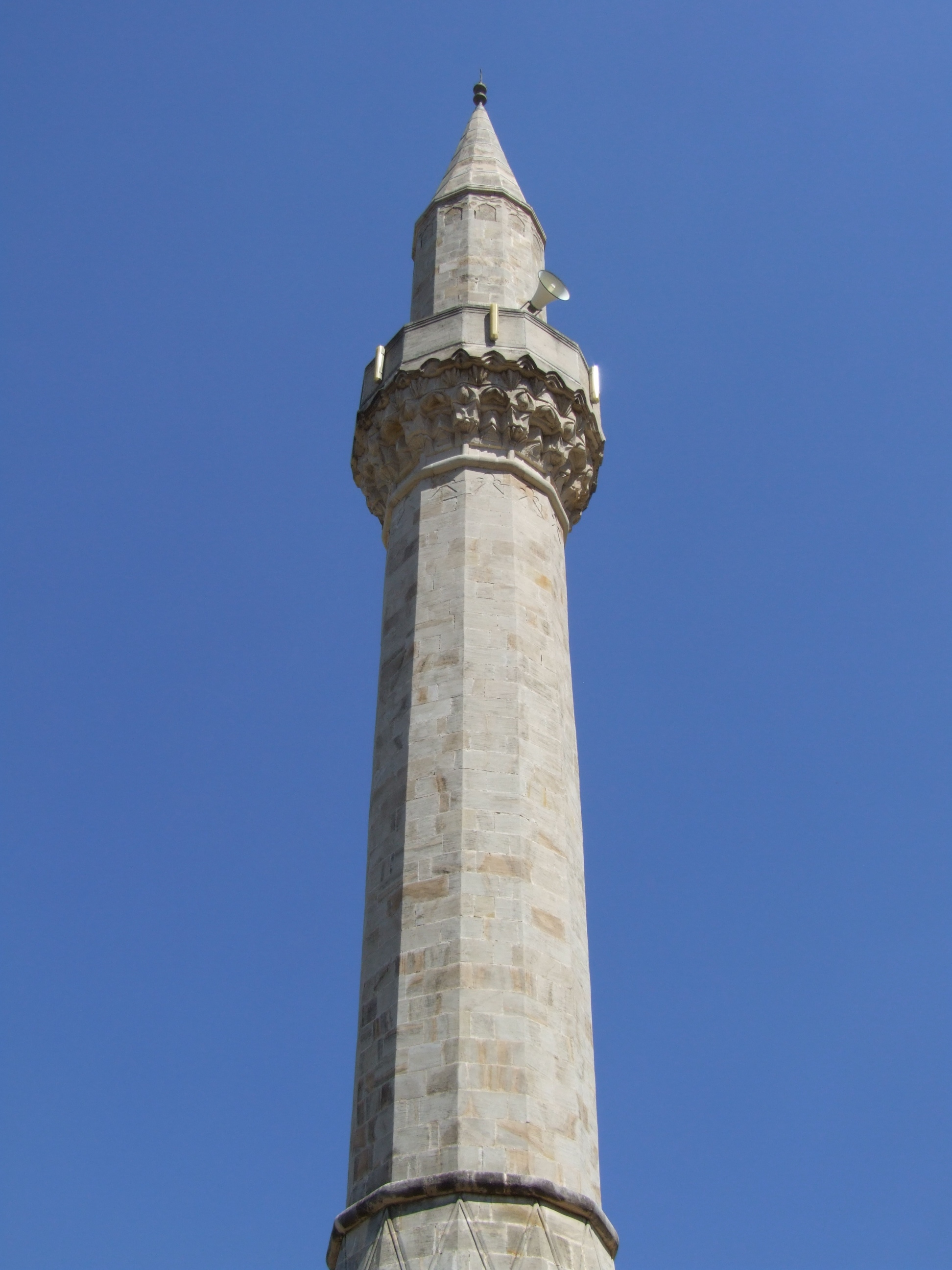
Minaret w meczecie Tabacica, Mostar